# Hrabiowie Cambridge
Hrabiowie Cambridge 1. kreacji (parostwo Anglii)
- 1340–1361: William de Juliers, 1. hrabia Cambridge

Hrabiowie Cambridge 2. kreacji (parostwo Anglii)
- 1362–1402: Edmund Langley, 1. książę Yorku
- 1402–1414: Edward Norwich, 2. książę Yorku

Hrabiowie Cambridge 3. kreacji (parostwo Anglii)
- 1414–1415: Ryszard, hrabia Cambridge
- 1426–1460: Ryszard Plantagenet, 3. książę Yorku
- 1460–1461: Edward, 4. książę Yorku

Hrabiowie Cambridge 4. kreacji (parostwo Anglii)
- 1619–1625: Jamen Hamilton, 2. markiz Hamilton
- 1625–1649: James Hamilton, 1. książę Hamilton
- 1649–1651: William Hamilton, 2. książę Hamilton

Hrabiowie Cambridge 5. kreacji (parostwo Anglii)
- 1659–1660: Henryk Stuart, książę Gloucester

Zobacz też: Książę Cambridge